# Step
Step — вільний інтерактивний імітатор фізичних процесів, що входить в пакет освітніх програм KDE Education Project. Розповсюджується на умовах GNU General Public License. Він надає вам змогу вивчати фізичні явища за допомогою їх імітації.

## Можливості Step
- Імітація класичної механічної взаємодії у двох вимірах;
- Частинки, пружини з елементами в'язкості, гравітаційні і кулонові сили;
- Виявлення і керування зіткненнями;
- М'які (пружні) тіла імітуються як система з часточок і пружин, з можливістю зміни її параметрів користувачем, рух якої описують гармонічні функції;
- Молекулярна динаміка (з використанням потенціалу Леннарда-Джонса): газ і рідина, конденсація і випаровування, обчислення макроскопічних величин та їх змін;
- Перетворення одиниць і обчислення виразів;
- Обчислення і поширення похибок;
- Оцінка похибки розв'язувача: похибки, що виникають внаслідок застосування числових методів розв'язання задач, обчислюються і додаються до введених користувачем похибок;
- Декілька різних розв'язувачів: аж до восьмого порядку, явні і неявні, з та без зміни кроку за часом (більшість з розв'язувачів потребують бібліотеки GSL);
- Інструмент «регулятор» призначено для простого керування властивостями під час імітації (можна навіть призначити власні клавіатурні скорочення для керування регулятором);
- Інструменти для візуалізації результатів: графік, вимірювач, траєкторія;
- Контекстна інформація щодо всіх об'єктів, інтегрований переглядач вікіпедії;
- Збірка зразкових експериментів, додаткові експерименти можна звантажити;
- Вбудовані підручники.

## Бібліотека StepCore
StepCore — бібліотека фізичної імітації, на якій засновано роботу Step. Нею можна скористатися поза межами Step для складних імітацій, які вимагають програмістських навичок, або у інших програмах, де потрібно імітувати певні фізичні процеси. Бібліотеку створено придатною до розширення, налаштування та точного моделювання.